# Mes séances de lutte
Pour plus de détails, voir Fiche technique et Distribution.
Mes séances de lutte est une comédie dramatique française réalisée par Jacques Doillon et sortie en 2013.
Il a été présenté au Festival international du film du Kerala 2014.
Pour faire son film le réalisateur s'inspire en grande partie d'un tableau de Paul Cézanne.

## Synopsis
Une jeune femme de retour dans son village à l'occasion de l’enterrement de son père dont elle a souffert du manque d'affection, profite de ce moment pour retrouver un voisin avec qui elle avait entamé un rapport amoureux quelques mois plus tôt. Reprenant leur relation exactement là où elle en était restée, ils entrent dans une lutte de dialogue autant physique que verbale, souvent tendre, parfois brutale. Une joute qui se mue en jeu quotidien, un rituel de confrontation destiné à les libérer de leurs nœuds respectifs afin de véritablement se rencontrer.

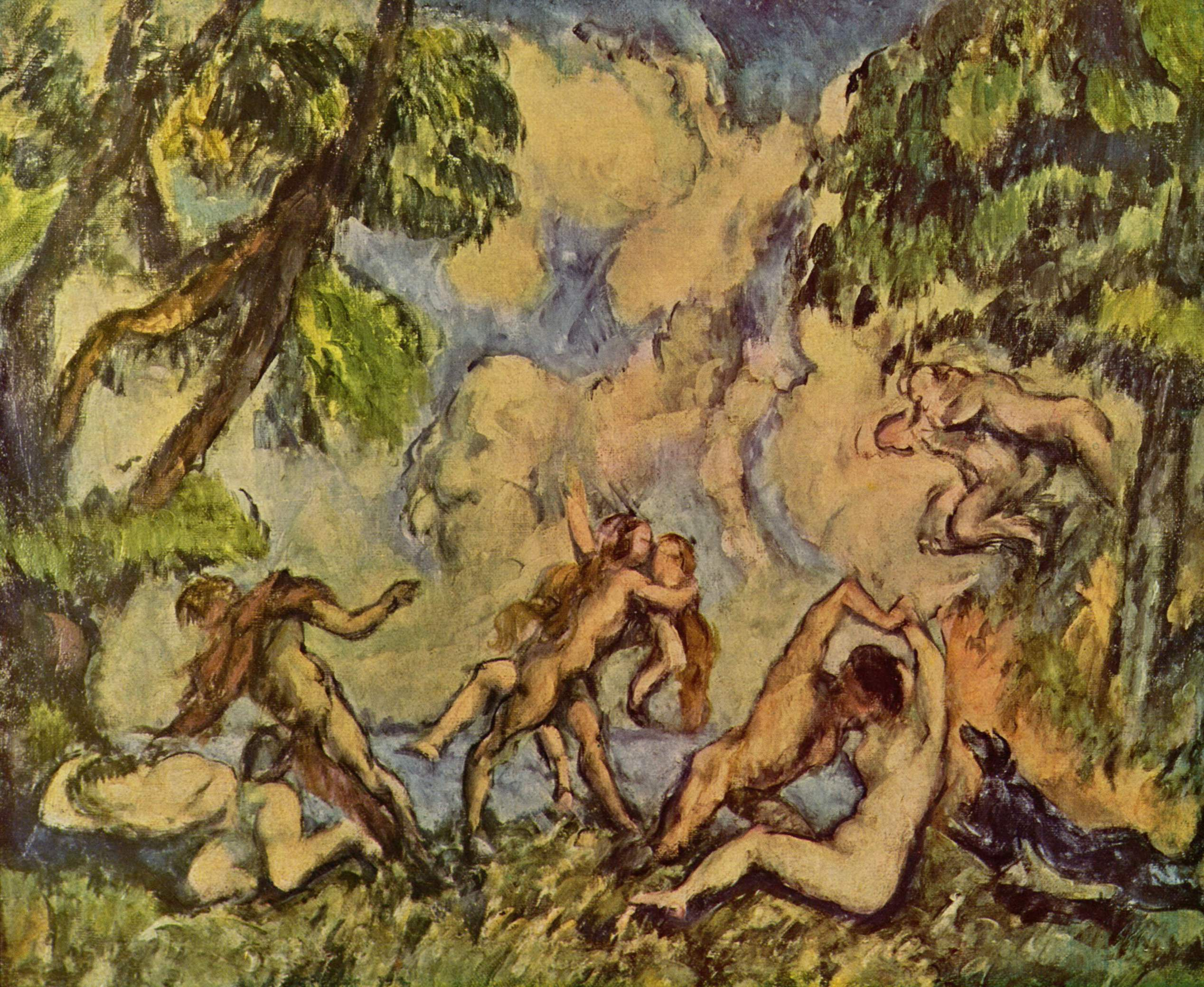
Bacchanale. 1875-1880.

## Fiche technique
- Titre original : Mes séances de lutte
- Réalisation : Jacques Doillon
- Scénario : Jacques Doillon
- Musique : Frédéric Fichefet
- Photographie : Laurent Chalet et Laurent Fénart
- Montage : Marie Da Costa
- Producteur : Daniel Marquet
- Production : Doillon et Compagnie et Canal+
- Distribution : KMBO, Sophie Dulac Distribution et Doc & Film International
- Pays de production :  France
- Langue de tournage : français
- Durée : 99 minutes
- Genre : comédie dramatique
- Dates de sortie :
  -  France : 6 novembre 2013
  -  Corée du Sud : 16 janvier 2014
  -  Espagne : 29 mai 2015

## Distribution
- Sara Forestier : Elle
- James Thierrée : Lui
- Louise Szpindel : La sœur
- Mahault Mollaret : La copine
- Bill Leyshon : L'accordeur

## Production
Le film a bénéficié de la participation financière du Centre National de la Cinématographie (CNC),.
Il a été tourné dans le département du Calvados, en grande partie à Courtonne-les-Deux-Églises, dans la campagne augeronne.